# Dorsoduro
Dorsoduro er en af de seks sestieri (distrikter) i Venedig
Dorsoduro omfatter de højestliggende landområder i byen og også Giudecca-øen og Isola Sacca Fisola.  Dets navn stammer fra italiensk for "hård højderyg", på grund af dens forholdsvis høje, stabile jord.

## Historie
Det oprindelige hjerte af området var Giudecca-kanalen, hvor bygninger blev bygget fra det sjette århundrede. Ved det 11. århundrede havde bosættelser spredt sig over til Canal Grande, mens senere religiøse bygninger, herunder basilikaen Santa Maria della Salute og Zattere-kajen, nu er de vigtigste vartegn[kilde mangler]. 
I det nittende århundrede blev Accademia oprettet i Dorsoduro, og Ponte dell'Accademia forbandt distriktet til San Marco, hvilket gør det til et dyrt område, populært for udenlandske bosættere.  Vestkvarterets ende og Giudecca blev industrialiseret omkring samme tid som oprettelsen af Accademia.

## Seværdigheder
Landemærker og seværdigheder i Dorsoduro omfatter: 
- Ca 'Foscari
- Ca 'Rezzonico
- Campo San Barnaba
- Campo Santa Margherita
- Gallerie dell'Accademia
- Peggy Guggenheim Collection
- Il Redentore (kirke) - Andrea Palladio .
- Le Zitelle
- Ospedale Giustinian
- Palazzo Ariani
- Palazzo Dario
- Palazzo Zenobio
- Punta della Dogana 
  - Dogana da Mar - kunstmuseum .
  - Santa Maria della Salute (kirke)
- San Pantalon (kirke)
- San Trovaso (kirke)
- Santa Maria del Carmelo (kirke)
- San Sebastiano (kirke)
- Scuola Grande dei Carmini
- Ognissanti Kirke

45°25′52″N 12°19′34″Ø / 45.431°N 12.326°Ø